# Idioma bereber de Yerba
El idioma bereber de Yerba, tamazight de Yerba o djerbi, es una lengua amazig septentrional del grupo de las lenguas zenati orientales hablada en la isla de Yerba.

## Clasificación lingüística
El tamazight de Yerba o djerbi pertenece al grupo oriental de las lenguas zenati, como también pertenecen otras lenguas bereberes de Túnez y de Libia, como el bereber de Zuara hablado en la ciudad de Zuara, en Libia.

## Historia
Las marcas onomásticas bereberes aparecen especialmente en sectores donde la lengua local parece haberse mantenido mejor con el tiempo. Así, en Guellalla, una mezquita se llama Tamazguida, una designación bereber común en varias partes del Magreb.
Las estructuras bereberes visibles son los nombres de pueblos y aldeas, topónimos o incluso etnónimos (nombres de tribus).  Este último caso se estableció previamente para Sedouikech y Sedriyan, especificando Ibn Jaldún:

“Los habitantes [de Djerba] pertenecen a la raza bereber y forman parte de la tribu Ketama. De hecho, existen, incluso hoy, Sedouîkîch y Sadghîan, pueblos de origen ketamiano [...] En la antigüedad, los djerbianos profesaban el jariyismo e incluso, hoy en día, se encuentran allí dos ramas de esta secta herética”.

### Protectorado francés
Estamos informados sobre la lengua amazig hablada en la isla durante la primera mitad del siglo XX, por los trabajos generales de René Stablo y André Basset. A finales del siglo XIX, el tamazight de Yerba parecía bien establecido y se hablaba en la isla, se podía conectar con facilidad la lengua bereber de Yerba con las otras lenguas amaziges del Magreb habladas por los imazighen, como sugieren las obras de Adolphe de Calassanti Motylinski o las de René Basset, sin embargo, fue en ese momento cuando empezó el declive del tamazight de Yerba, y posteriormente, de otras lenguas amaziges del Magreb.
El idioma francés llegaba cada vez más a las poblaciones rurales bereberes a finales del siglo XIX y principios del siglo XX, esto tuvo un gran efecto sobre los habitantes bereberes de Yerba, ya que estos tenían relaciones comerciales con personas hablantes del idioma francés, a través del trabajo y el comercio, dos actividades importantes para los numerosos emigrantes residentes en Yerba, procedentes del Reino de Marruecos y de la Cabilia argelina, una región bereber habitada por los imazighen de Argelia.
La educación y la administración francesa, tuvieron una influyencia significativa en los jóvenes bereberes de la isla. La conscripción militar durante las dos guerras mundiales, también favoreció el aprendizaje del idioma francés por parte de los hombres en edad militar, este idioma europeo, empezó a jugar el papel de una nueva lengua franca, en un momento en que el Magreb árabe y bereber dependía de Francia y el imperio colonial francés.

### Arabización
En el siglo XIX, la influencia del idioma árabe se limitaba a las áreas geográficas de contacto entre las zonas amaziges rurales y las zonas árabes más urbanizadas, con una población creciente de habla árabe. 
La conquista francesa de Argelia y los protectorados franceses en Túnez y Marruecos, ofrecieron a la lengua árabe nuevos canales de difusión y penetración dentro del área lingüística bereber.
La calidad de lengua escrita árabe, indudablemente, favoreció su difusión. La lucha anticolonial hacía necesario el uso de una lengua escrita capaz de oponerse al idioma francés, algo difícilmente posible para las diversas lenguas bereberes.
El hecho de que el idioma árabe esté estrechamente relacionado con la religión del Islam, fue también un factor de progreso para esta lengua, ya que convirtió al idioma árabe en la lengua principal de la respuesta identitaria del Magreb contra las élites coloniales. En Túnez, la religión islámica es muy importante.
Debido a la falta de estadísticas de la lengua y la política de arabización de los regímenes de Habib Bourguiba y Zine El Abidine Ben Ali, la información más reciente sobre las lenguas bereberes de Túnez y su estado actual son bastante imprecisas.
La escolarización tunecina fue muy eficaz en árabe y francés, y parece ser una fuente importante de la disminución observada, puesto que tiende a separar a los jóvenes de su pasado y cultura amazig, abandonando lentamente el uso de la lengua bereber.
Un estudio ligüístico mostró cómo se había producido el retroceso del tamazight de Yerba, desde que fueron escritas las obras de André Basset y René Stablo, se produjo una arabización profunda, empezando desde el norte de la isla, entre las décadas de 1930 y 1940, continuando por el centro y sur de la isla, desde la década de 1960, en 1990 sólo permanecía un núcleo de hablantes de tamazight de Yerba en el sur de la isla, en el pueblo de Guellalla.

### Turismo
La apertura de la isla al turismo nacional e internacional, favoreció el aprendizaje de nuevos idiomas. Los habitantes de Yerba piensan que es mejor aprender inglés, alemán o italiano, lenguas extranjeras pero con un alto valor económico y profesional en el ámbito del turismo internacional.

### Declive del tamazight de Yerba
Fue necesario esperar hasta finales de la década de 1960, para que varios lingüistas, volvieran a retomar los estudios lingüísticos de la lengua tamazight de Yerba.
Debido a un proceso sociolingüístico bastante complejo, resulta que el tamazight de Yerba, durante el siglo XX, había quedado reducido a seis localidades del sur y el este de la isla, estas localidades son las siguientes; Guellalla, Cedriane, Mahboubine, Sedouikech, Ajim y El May.
Francis Manzano procedió a una interpretación del paisaje sociolingüístico de la isla. La reflexión se basaba sobre una encuesta de principios de la década de 1990. 
Los últimos hablantes del tamazight de Yerba, eran todos ya bilingües, los hablantes se encontraban en las zonas de Guellalla, Sedouikech, Srandi y Khenansa, en el centro y sur de la isla, pero en proporciones muy variables. 
En el norte de la isla apenas había hablantes de tamazight de Yerba, en los pueblos de Houmt Souk y Midoun, los hablantes de tamazight de Yerba, eran personas de edad avanzada y no encontraban a otros hablantes para expresarse en su lengua materna. 
En el pueblo de Mahboubine, la situación de la lengua bereber era realmente terminal, como lengua habitual del espacio público, el tamazight de Yerba había desaparecido de los pueblos de Ajim y el May, dos zonas donde había sido documentado varios años antes.
Esta disminución geográfica fue acompañada por una restricción generacional del tamazigh de Yerba, los habitantes más jóvenes sólo conocen fragmentos o ignoran totalmente la lengua bereber.
Diferentes factores explican este proceso, tal y como ha señalado en muchas ocasiones el sociolingüista Francis Manzano. Las causas incluyen el prestigio y el auge de los idiomas árabe y francés. El retroceso de las lenguas bereberes septentrionales no se produjo solamente en Túnez, sino en todo el Norte de África.
Los estudios pasados y recientes nos muestran que el tamazight de Yerba es una lengua hablada en la intimidad y en la familia, en un espacio reservado y confinado, es una lengua minorizada desde hace tiempo, sus hablantes se han retirado de la escena pública, en parte para escapar de la presión social y lingüística del entorno.
Es necesario señalar que históricamente, el tamazight de Yerba ha sido una lengua minorizada, y en el pasado no fue apoyada debidamente por las instituciones culturales del estado tunecino, debido a ello, la lengua tamazight de Yerba hablada por los imazighen se ha debilitado.
Los diversos estudios realizados desde finales del siglo XIX, revelan un descenso constante tanto en términos numéricos, como en términos de estatus social y lingüístico de la lengua bereber de Yerba.
Hacen faltan más estudios demográficos y lingüísticos, ya que es difícil estimar el número real de hablantes de tamazight de Yerba en la isla, pero probablemente quedan cerca de varios miles, casi todos concentrados en el sureste de la isla, mediante un uso parcial, discreto y críptico, de su lengua materna. Estos procesos no han sido revertidos por el movimiento cultural amazig.

### Posible extinción del tamazight de Yerba
Parece que las condiciones para la supervivencia de esta lengua bereber son difíciles, en una isla que ha sido uno de los lugares más famosos del turismo en el mediterráneo, a finales del siglo XX y principios del siglo XXI. En Yerba, el árabe y el francés se usan casi por igual, mientras que las lenguas bereberes se minimizan o directamente se ignoran.
Algunos estudiosos afirman que la población de habla bereber de la isla ha estado en declive desde finales del siglo XIX. Faltan datos demográficos y lingüísticos para intentar estimar el número real de hablantes de tamazight de Yerba, el estudio más reciente estima que quedan unos pocos miles de hablantes. Casi todos los hablantes se concentran en el sureste de Yerba y hablan principalmente su lengua nativa.  
Dada la fuerte tasa de declive y el contexto social del turismo mediterráneo (y sus efectos negativos), es posible que Tamazight de Yerba no sobreviva. Las familias de Yerba, han estado ligadas históricamente al medio rural de la isla, se  han visto obligadas rápidamente a adaptarse a una cultura tunecina globalizada.
El declive del tamazight de Yerba, puede atribuirse en parte, a la falta de unas élites locales de habla bereber, que han influido en la preservación de las lenguas bereberes en los niveles universitario y administrativo en Marruecos y Argelia. El tamazight de Yerba no se enseña en ninguna escuela primaria, secundaria o universidad del país y el gobierno tunecino no ha protegido ni preservado las lenguas bereberes. 
Asimismo, el movimiento internacional de apoyo a las lenguas e identidades en peligro y organizaciones internacionales como la Unesco, no parecen tener influencia alguna en la política lingüística del gobierno de Túnez. La confluencia de estos factores probablemente terminará con la desaparición del tamazight de Yerba, un caso de libro de texto de extinción de un idioma.

### Libros
- Khaldoun, Ibn (1852). Histoire des Berbères et des dynasties musulmanes de l'Afrique septentrionale (M. Le baron de Slane, trad.) (en francés). Imprimerie du gouvernement.

- Stablo, René (1941). Les Djerbiens: Une communauté arabo-berbère dans une île de l'Afrique française (en francés). Ciudad de Túnez, Túnez: Editions S.A.P.I. p. 165.

- Laoust, Émile; Geuthner, Paul (1942). Contribution à une étude de la toponymie du Haut-Atlas, I-Adrär n Deren: D'après les cartes de Jean Dresch (en francés). París, Francia. p. página 179.

- Pellegrin, Arthur (1949). Essai sur les noms de lieux d'Algérie et de Tunisie: Étymologie, signification (en francés). Ciudad de Túnez, Túnez: Editions S.A.P.I. p. 244.

- Basset, André; Maisonneuve, Adrien (1950). Les parlers berbères, in Initiation à la Tunisie (en francés). París, Francia. pp. 220-226.

- Ben Jaafar, Evelyne (1985). Les noms de lieux de Tunisie : racines vivantes de l'identité nationale (en francés). Ciudad de Túnez, Túnez: Centre d'études et de recherches économiques et sociales. p. 259.

- Boukous, Ahmed (1989). Le berbère en Tunisie. Langue et société au Maghreb: Bilan et perspectives (en francés). Rabat, Marruecos: Facultad de Letras de la Universidad Mohamed V. pp. 143-150.

- Manzano, Francis (2011). Maghreb: Une francophonie sur la brèche, une interface en Méditerranée (en francés). Lyon, Francia: Centre d'études linguistiques. p. 306. ISBN 978-2-36442-015-1.

### Publicaciones
- Basset, René (1883). «Notes de lexicographie berbère: Dialecte de Djerbah». Journal asiatique (en francés): 304-314.

- de Calassanti Motylinski, Adolphe (1885). «Chanson berbère de Djerba». Bulletin de correspondance africaine (en francés). volumen 3: páginas 461-464.

- de Calassanti Motylinski, Adolphe (1897). «Dialogue et textes en berbère de Djerba». Journal asiatique (en francés): páginas 377-401.

- Penchoen, Thomas (1968). «La langue berbère en Tunisie et la scolarisation des enfants berbérophones». Revue tunisienne de sciences sociales (en francés). volumen 5 (número 13): páginas 173-186. ISSN 0035-4333.

- Collins, Ridwan (1981). «Un microcosme berbère, système verbal et satellites dans trois parlers tunisiens». Ibla. Revue de l'Institut des Belles Lettres Arabes (en francés) (número 148): páginas 287-303.

- Manzano, Francis (1996). «Sur les mécanismes du paysage sociolinguistique et identitaire d'Afrique du Nord». Langage et société (en francés): 5-43. ISSN 0181-4095.

- Brugnatelli, Vermondo (1998). «Il berbero di Jerba: rapporto preliminare». Incontri Linguistici (en italiano) (21): 115-128. ISSN 0390-2412.

- Manzano, Francis (1999). «La fin du berbère à Djerba: Repères sociolinguistiques et implications sur le système tripolaire de Tunisie». Cahiers de sociolinguistique. Langues du Maghreb et du Sud méditerranéen (en francés) (Presses Universitaires de Rennes) (número 4): páginas 47-74.

- Brugnatelli, Vermondo (2001). «Il berbero di Jerba: secondo rapporto preliminare». Incontri Linguistici (en italiano) (número 23): 169-182. ISSN 0390-2412.

- Manzano, Francis (2007). «Sur l'implantation du français au Maghreb: Systémique et fractures identitaires au tournant des 19e et 20e siècles». Le français en Afrique (en francés) (número 22): páginas 5-42.

- Manzano, Francis; Sayahi, Lotfi (2011). «Le français en Tunisie, enracinement, forces et fragilités systémiques: Rappels historiques, sociolinguistiques et brefs éléments de prospective». The International Journal of the Sociology of Language (en francés): páginas 1-23.

- Ben Tahar, Sami (2016). «Henchir Tawrirt (Jerba): Un site libyque aux origines». Antiquités africaines (en francés) (52): 9-52. ISSN 0066-4871.